# 金度演
金 度演（キム・ドヨン、朝鮮語: 김도연、1894年6月16日 - 1967年7月19日）は、日本統治時代の朝鮮の独立運動家、大韓民国の政治家。二・八独立宣言、朝鮮語学会事件で検挙された。本貫は永川金氏、号は常山（サンサン、상산）。

## 生涯

### 生い立ち
京畿道陽川郡の陽東面（金浦郡を経て現・ソウル特別市江西区）にて誕生。父は金鍾遠、母は草渓鄭氏。次男として誕生。7歳の頃から漢字を学習。太極学校で初等教育を受け、普成中学校に進学。

### 青年期

#### 学生時代
1913年に日本に留学し、錦城学校尋常中学校3年生に編入学。「半島中学会」という組織を作って活動。卒業後は慶應義塾大学部理財科に入学。朝鮮系留学生による組織『朝鮮留学生学友会』で総務として各種活動を主導。キリスト教青年会総務の白南薫を支援し、青年会会長を務めた。
1919年、二・八独立宣言に参加した投獄された。出獄後は渡米し、ウェズリアン大学経済学3年に編入された。卒業後はコロンビア大学大学院で1922年に経済学修士号を取得。アメリカン大学大学院で博士号を取得。その後、尹致暎、張徳秀らと知り合い、アメリカにて朝鮮語新聞『三一新報』の発刊活動に参加。

#### 日本統治時代の朝鮮での活動
1927年に朝鮮半島に帰国。延禧大学（現・延世大学校）教授として招聘を受けた。1930年代後半、独立運動団体「興業倶楽部」にて活動。1938年5月18日、ソウル西大門警察署は勾留中の尹致暎の供述に基づき、金度演が興業倶楽部の参加者であると報告を行った。
その後、朝鮮製絲会社に参加し、監査役として活動。資本金30万ウォンを投資して朝鮮興行株式会社を設立。1941年12月の太平洋戦争開戦後は反日活動への規制が強化され、朝鮮語学会を財政的に支援していた金度演は1942年12月に咸鏡南道洪原郡にて逮捕、鍾路警察署に勾留された。以後20ヶ月間、未決囚として咸興刑務所で過ごした。

### 政治活動

#### 韓国民主党結党
第二次世界大戦終戦後、金度演は韓国民主党の結党に参加した。1946年2月14日、非常国民会議の最高政務委員に選出された。

#### 政府樹立後
1948年8月、アメリカの承認を得て大韓民国政府が樹立されると、初代財務部長官に就任。1949年、民主国民党に参加し、以後は野党で活動した。1954年、護憲同士会に参加。このとき曺奉岩の新党参加について、郭尚勲、金俊淵、朴順天、張勉、趙炳玉らとともに強く反対した。
1955年9月に民主党が結党されると、最高委員に就任。以降、民主党旧派の重鎮として活動。1956年8月、自由党の選挙妨害に抗議し、趙炳玉、尹潽善、玄錫虎、梁一東らとともにソウルの太平路で連座デモを展開した。1956年、民主党旧派にて副統領候補に指名されたが、新派の張勉との決戦に敗れた。1959年、民主党最高委員に再選出された。

#### 第二共和国
1960年四月革命によって李承晩大統領が退陣した後、同年7月に民議院で実施された大統領選挙にて、2票を獲得した。
1960年7月、議院内閣制を骨格とする第二共和国が発足。8月16日、尹潽善大統領は同じ民主党旧派の金度演を国務総理に指名したが、3票差で否決された。2日後、代わりに指名された民主党新派の張勉が国務総理として承認を受けた。金度演はこれに反発し、尹潽善大統領を中心とする民主党旧派は分党を宣言。1961年2月に新民党を結党、委員長（党首）に就任した。
1961年の5・16軍事クーデターにて一度政界を退いたが、1963年に張勉、呉緯泳、玄錫虎、曺在千、朴順天らとともに民主党の再建に参加。以降、野党政治家として政治活動を継続した。

#### 軍事政権期間
1963年3月16日、国家再建最高会議議長朴正煕の提起により、軍事政権指導者と旧体制指導者との間で会合が実施された。軍事政権側からは金熙德外務兼国防委員長、柳陽洙財経委員長、洪鍾哲文社委員長らが参加。旧体制側からは金度演のほか、前大統領尹潽善、前国務総理張澤相、初代国務総理李範奭らが参加した。会合では軍事政権側が3・16声明を発表することになった経緯について説明を行った。金度演は「アメリカなどの国でも大統領候補が19人も名を連ねることがあるのだから、わが国で政党が多すぎるなどと憂慮する必要はない」と述べ、旧体制側の政治家の政治活動を規制する政治活動浄化法を問題視した。朴正煕は「国が滅びた後で愛国者と評価されても無意味だ。逆賊と罵る者がいようとも、国を立て直す」と反論した。結局、両者の間で着地点が見えないまま、会合は終了した。
1963年3月16日、朴正煕は3・16声明を撤回することなく、軍政延長を宣言した。3月19日、金度演は尹潽善、張澤相、金俊淵、李範奭らとともに、朴正煕に対して3・16声明の底意を追求した。
1963年8月1日、ソウル市民会館において開催された国民の党創党発起人大会に参加した。民政党代表委員金炳魯、新政党委員長許政、民友党顧問李範奭が党の共同代表となり、金度演、李應俊、李仁、安浩相、銭鎮漢が党指導委員に選出された。しかし、「国民の党」は大統領選挙の候補者選出を巡って尹潽善と許政が対立し、尹潽善が離脱したことで、群小政党に転落、金度演は自由民主党に参加した。

#### 野党指導者
1965年、朴順天、張澤相、咸錫憲、尹潽善、張俊河らとともに日韓基本条約への反対闘争を行った。同年8月、国会での批准に反対し、国会議員を辞任。同年、新韓党政務委員に選出された。
1967年に死去、北漢山殉国先烈墓域に埋葬された。

### 国会議員歴
- 初代（韓国民主党、西大門区）
- 第3代（民主国民党、西大門甲区）
- 第4代（民主党、西大門甲区）
- 第5代（民主党、西大門甲区）
- 第6代（自由民主党、全国区）
- 第7代（新民党、全国区）